# Racetrack-Speicher
Racetrack-Speicher ist ein als Konzept existierender Speicher mit einer magnetoelektronischen Arbeitsweise. Das Konzept wurde 2008 von Stuart Parkin und seinem Team bei der Firma IBM entwickelt. Erste Prototypen wurden im Dezember 2011 vorgestellt.

## Funktionsweise
Der Racetrack-Speicher speichert die einzelnen Speicherbits in Nanodrähten aus ferromagnetischem Material. Die Information wird in Form von gegensätzlich magnetisierten Regionen (Domänen) in den Nanodrähten gespeichert, wobei zwischen 10 und 100 Bits in einem Nanodraht untergebracht werden können. Die Bits liegen in diesen Drähten nebeneinander wie auf einem Tonband vor und müssen zum Lesen oder Neuschreiben seriell an einer Lesestation vorbeigeschoben werden. Der Draht kann demnach auch als eine Art Schieberegister angesehen werden. Dadurch, dass die Lese- und Schreibelektronik für eine große Anzahl von Bits nur einmal vorhanden zu sein braucht, ist der Raumbedarf für ein Speicherbit extrem gering.
Es bestehen dann Möglichkeiten zur Optimierung zwischen Anzahl der Speicherbits je Lesestation und durchschnittlicher Speicherdichte, die zu eher MRAM- oder Festplatten-artigen Varianten führen können. Bei der räumlichen Anordnung der Speicherdrähte sind auch dreidimensionale Ausführungen denkbar, die die Speicherdichte bezogen auf die Grundfläche weiter steigern können. Bei dieser dreidimensionalen Anordnung der Nanodrähte oder Racetracks ist eine 100-mal höhere Speicherdichte möglich, verglichen mit heute üblichen Flashspeicherkarten.
Insgesamt ähnelt der Speicher dem Magnetblasenspeicher.